# Pagoda Huzhu

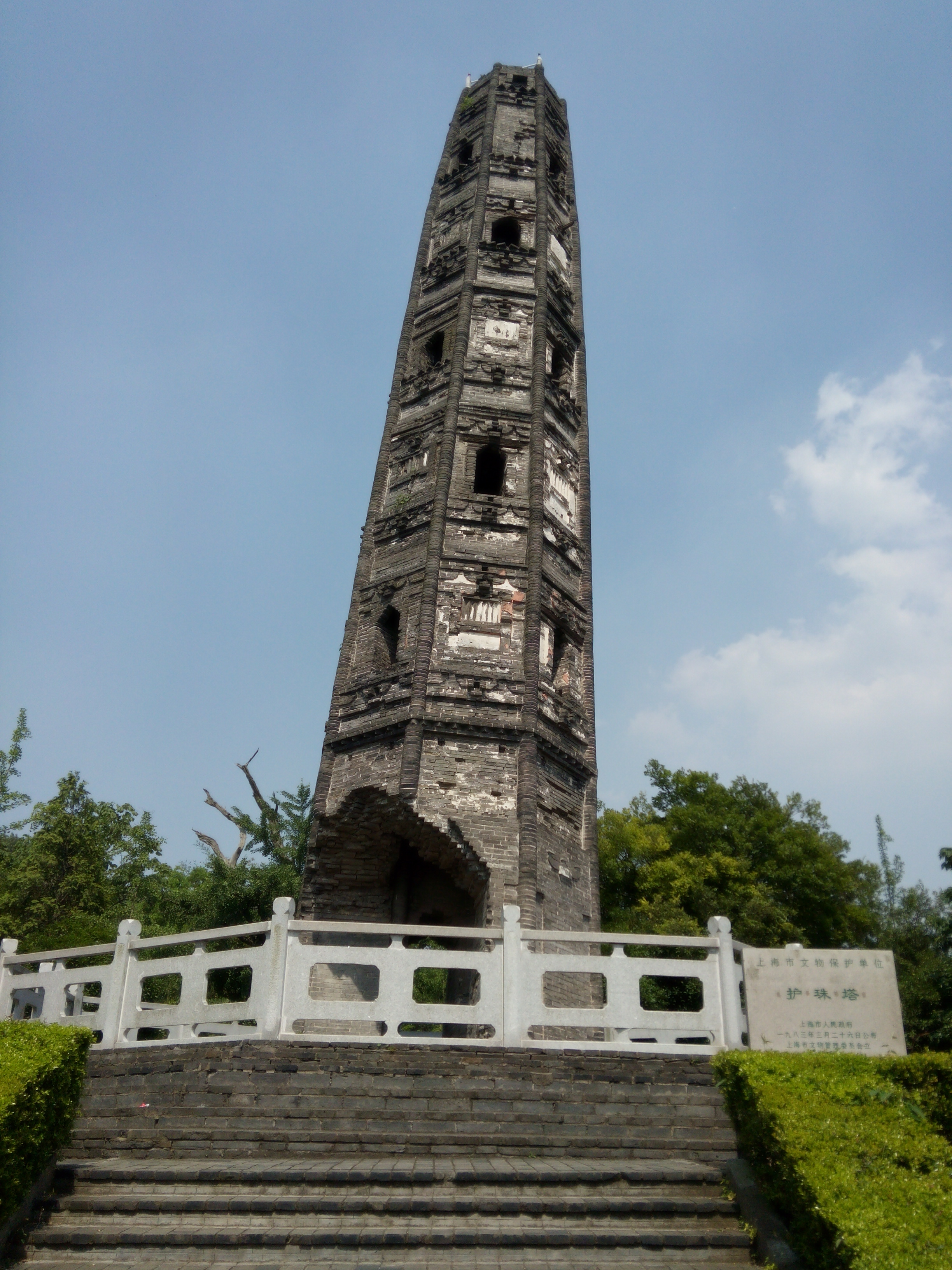
Huzhu Pagoda

La pagoda Huzhu (chino simplificado:护珠塔; chino tradicional: 護珠塔; pinyin: Hùzhūtǎ) es una pagoda china localizada en la montaña Tianma del distrito Songjiang de Shanghái. Es conocida por su inclinación, que incluso sobrepasa la de la Torre de Pisa.

## Historia
Se construyó en 1079 durante la dinastía Song. Originalmente parte de un complejo usado para almacenar reliquias budistas, una serie de incendios dejó sólo la torre en pie. En 1983 fue nombrada reliquia cultural por parte del gobierno de Shanghái.

## Estructura
La pagoda es una torre octaédrica con siete plantas y una altura aproximada de 20 metros. En 1982 estaba inclinada hacia el sureste en un ángulo de 6,51 grados y se ha ido inclinando hasta lograr, de momento, un ángulo de 7,10 grados. La parte posterior de la torre está desplazada 2,27 metros respecto a la base. La inclinación se debe, probablemente, a que la torre está construida sobre dos superficies diferentes, en un lado una superficie rocosa y en el otro balasto.